# Bhaskara (satellite)
Pour les articles homonymes, voir Bhaskara.
Bhaskara 1 et 2  sont les deux premiers satellites d'observation de la Terre construits par l'Inde  placés en orbite respectivement en 1979 et 1981. Ils sont développés par l'ISRO, l'agence spatiale indienne et placés sur une orbite basse par une fusée soviétique Cosmos-3M. Leur objectif était de collecter des données sur le réseau hydrologique, les forêts et la géologie à l'aide de deux caméras ainsi que de mener des études sur la surface des océans à l'aide d'un radiomètre à micro-ondes bi-fréquences.  

## Historique
. 

## Caractéristiques techniques
Les satellites de forme quasi sphérique comporte 26 facettes dont 24 portent des panneaux solaires fournissant une énergie électrique de 46 watts. Il pèse 360 kg pour un diamètre de 1,4 mètre. Il est stabilisé par rotation à raison de 90 tours par minute. Le contrôle de l'orientation est réalisé en s'appuyant sur un ensemble de capteurs dont un magnétomètre et plusieurs senseurs solaires et est maintenu grâce à un système de propulsion à gaz froid. Les données sont stockées sur un enregistreur à bande à une vitesse de 256 bits par seconde et sont restituées aux stations au sol avec un débit 10 fois supérieur. 

### Sources
- (en) Brian Harvey, Henk H F Smid et Theo Pirard, Emerging space powers : The new space programs of Asia, the Middle East ans South America, Springer Praxis, 2010 (ISBN 978-1-4419-0873-5)